# Шивееговь
Шивееговь (монг. Шивээговь) — сомон Говь-Сумберського аймаку Монголії, центр — робітниче селище Шивееговь. Розташований на відстані 390 км від Улан-Батора. Населення 3,5 тис. Вугільний розріз. Школа, лікарня, сфера обслуговування. До 1992 року в селищі була розквартирована радянська 91-а мотострілецька дивізія.